# 湖口兵變
湖口兵變，又稱湖口裝甲兵事件或趙志華事件，是1964年1月21日，由中華民國陸軍裝甲兵副司令（時任代理司令）趙志華少將在臺灣新竹縣湖口鄉装甲兵基地所發動的一起未遂政變。

## 背景
1963年8月5日，陸軍装甲兵司令蒋纬国中将调任三軍大學陆军指挥参谋学院院长。次日，陆军总司令部副参谋长郭东旸中将接任装甲兵司令官，副司令为赵国昌、鲍勋南、赵志华三人。
郭東旸到任不久，即赴臺北陽明山革命實踐研究院受訓。當時裝甲兵司令部設在臺中。副司令鮑勛南另外兼任陸軍總司令部装甲兵室副主任，駐臺北；副司令趙國昌兼任臺中裝甲兵學校校長。於是由趙志華代理司令官職務。

## 经过
1964年1月21日早晨，時任陸軍裝甲兵副司令赵志华少將到驻防在臺灣省新竹县湖口乡的陸軍装甲兵第一师，进行年度装备检查，並进行营区巡视，與检查各項武器装备。師長徐美雄少將、副師長侯馥隨侍。赵志华要求檢查副師長侯馥裝備，侯馥取出手枪交與趙，趙略略把玩之後即上膛，並緊握於手上。
上午10时许，赵志华将军完成各項检查，在集合场对受检部队训话。他首先宣讲装甲兵發展历史和个人战爭经历，接着突然言辞激烈地攻击当时的政府，其要点有：
- 政府没有能力处理外交问题，日本、法國等爭相討好中共[註 1]，国家受限于孤立主義，必须大力整顿。
- 中華民國参謀總長彭孟緝上將等人貪腐至極，荒淫無道。并举出总统府参军长周至柔上将家中养的一條狼狗三餐餵牛肉，每月花费比一个连的官兵伙食费还多的例子。
- 蒋中正总统已经被贪污集团包围，必须“清君侧”，所以要官兵跟隨他去「掃清總統身邊的壞人」以保護「總統和國家」的利益。

趙持手槍，繼續号召装甲兵到臺北市的總統府去勤王、清君側，「全副武裝向臺北進發」，大声质问：“谁愿意跟我上臺北？”，臺下無人回应。赵志华舉起手枪，重重摔在讲桌上，再大吼一次：“谁敢跟我一起去？”跟随赵志华前来检查的装甲兵学校副校长曹文頀少将举手表示：“报告副司令，此事从长计议！”，被赵志华持手枪指著，大罵：「坐下！你還繼續吃周至柔的狗剩下的骨頭！」曹文頀只好坐下。陸軍裝甲兵第一師某战车營营长梁国貞中校举手说：“报告副司令，我不跟你走！”，因其站在手枪射程外的队伍末尾，赵无可奈何。戰車第七一三營勤务连士官陈永福上士举手说：“报告副司令，我跟你走！”，随后跑步上臺。
此時，狀況開始混亂，值星官張民善少校，與工兵指揮部政戰處處長朱寶康中校，隨後跟著說：「報告副司令，我們也跟你走！」，趙志華迎接朱寶康與張民善上台，朱中校趁著和趙志華握手時，乘機拉了趙一把，張民善則將趙志華緊緊抱住。趙掙扎著站起來，想伸手奪槍；朱一手將趙緊緊抱住，說：「報告副司令，不要動，我會開槍。」朱保康與張民善，一面喊著：「副司令檢閱部隊好了，現在非常疲憊，要回去休息。」徐美雄、侯馥都上臺把趙圍著，紛紛拉扯趙下臺。陸軍装甲兵第一师宪兵組组长郑振墉率領兩名宪兵向忠尧、顾季高逮捕赵志华。
師長徐美雄隨即接管部隊，發表命令：「現在所有官兵坐下，不許起立。妄動者，軍法嚴辦。」並命令憲兵部隊包圍集合場，各旅、營、連值星幹部點明人數，並由政戰人員覆核無誤後，帶回寢室休息，當日課程、訓練全部取消。另外命令憲兵與軍事糾察人員在營內巡邏，逮捕無故在外之官兵。

## 上級處置
由於趙志华訓話時間較長，已有政戰人員向位於桃園龍潭陸軍第一軍團司令部（司令羅友倫中將）、以及位於臺北的陸軍總司令部、國防部通訊報告兵變消息。時任國防部副部長蔣經國上將下令：
- 湖口以北陸軍各部隊，沿著湖口往臺北的主要道路，以反坦克武器，立即攔截北上的裝甲部隊，不待命開火。
- 空軍桃園基地戰鬥機、轟炸機立即待命，準備空襲北上的裝甲部隊。
- 工兵部隊向所有通往臺北市區之橋樑，如臺北橋、中興橋裝置好炸彈，必要時將所有橋樑炸斷。

惟趙氏圖謀未果，即遭逮捕，此事後稱「伏魔專案」。

## 结果和影响
湖口兵變後，趙志華被軍事法庭判處死刑，但是一直未執行。1975年因總統蔣中正逝世，趙志華被減刑為無期徒刑。民國67年（1978年）至陸軍醫院保外就医，民國72年（1983年）過世。
關係人獎懲：
- 陆军总司令刘安祺上將自请处分。
- 陸軍装甲兵司令郭东旸中将调离现职，改任装甲兵发展研究中心主任。
- 陸軍裝甲兵第一師工兵指揮部政戰處處長朱宝康中校，因奪下趙志華手槍而获颁宝鼎勋章及獎金五萬元，升為上校。數年後升陆军少将，调任宪兵司令部政战主任。
- 陸軍裝甲兵第一師宪兵组組长郑振墉，因指揮逮捕趙志華因而当选年度国军战斗英雄。鄭振墉、憲兵向忠堯、顧季高各獲頒獎章乙座及獎金新臺幣五萬元。
- 陸軍装甲兵学校副校长曹文頀少將，调任陆军总司令部战略计划委员会委员，等于被打入冷宫。（曹文頀與趙志華皆有被俘經歷，1951年由裝甲兵旅呈文請免兩人接受歸俘訓練）
- 陸軍裝甲兵第一師戰車第七一三營勤務連士官陳永福上士，移送軍法審判，直到臺灣解嚴後才出獄。（減刑後刑期為15年，延長羈押期間就折抵了11年，如無意外應於民國68年出獄）

除了相關人員以外，湖口兵變的間接受害者，還有當時已經離開軍權核心的陸軍指揮參謀學院院長蔣緯國；來臺的裝甲兵軍官大多為蔣緯國挑選，趙志華也是經蔣緯國擔保才再度啟用，兵變的發生讓蔣介石對主導裝甲部隊的蔣緯國有「御下無方」之怨言。在此事件後，蔣緯國在中將軍階20年，未能升為上將，這段時間蔣緯國自嘲是「燉了14年的中將湯」；直到蔣介石過世後五個月，才在蔣經國簽署下晉升上將。
蔣緯國同情煽動兵變的趙志華，蔣緯國曾表示：「趙志華因購屋，急需新臺幣三萬元週轉，欲借支薪水，已依規定呈報告給装甲兵司令官郭东旸中将，但郭對此置之不理長達兩個多月。趙認為受到不公平待遇，故因怒而煽動兵變。」
因為湖口事件的緣故，之後臺北市重要聯外橋梁均安排憲兵部隊派兵駐守，地區分隊也多駐於橋梁等關口，直至民國85年（1996年）憲兵部隊才取消守橋任務。